# Shannonomyia pomerantzi
Shannonomyia pomerantzi är en tvåvingeart som beskrevs av Alexander 1964. Shannonomyia pomerantzi ingår i släktet Shannonomyia och familjen småharkrankar.
Artens utbredningsområde är Jamaica. Inga underarter finns listade i Catalogue of Life.